# Estádio Maria Lamas Farache
Het Estádio Maria Lamas Farache, ook bekend als Frasqueirão is een multifunctioneel sportstadion in de stad Natal, de hoofdstad van de staat Rio Grande do Norte. Het stadion heeft een capaciteit van 18.000 dat nog uitgebreid wordt naar 24.000. Het wordt voornamelijk gebruikt voor voetbalwedstrijden van de club ABC. 
Tijdens het WK 2014 werd het stadion gebruikt als trainingscenter voor ploegen die hun wedstrijden speelden in de grotere Arena das Dunas. 